# Fernando Lozano Montes
Fernando Lozano Montes, de seudónimo Demófilo (Almadenejos, 1 de agosto de 1844-San Rafael, 27 de septiembre de 1935), fue un militar, periodista y librepensador republicano español, director y cofundador junto a Ramón Chíes del semanario Las Dominicales del Libre Pensamiento (1883-1909). 

## Biografía
Realizó sus primeros estudios en Almadén y, al trasladarse su familia a Madrid, ingresó en la Academia de Administración Militar; se empleó como oficial de la administración militar.
Triunfante en septiembre la Revolución de 1868, el decreto de 26 de diciembre de 1868 autorizó la libre enseñanza que de hecho ya se daba meses antes en cátedras populares gratuitas, sin exigir título académico alguno a los profesores de las mismas; Fernando Lozano, junto con José Luis Giner de los Ríos (hermano pequeño de Francisco Giner de los Ríos nacido en 1843, que también fue profesor en la Academia de Administración Militar) y Eusebio Ruiz Chamorro (que fue después catedrático de Psicología y Ética en el Instituto Cardenal Cisneros de Madrid), empezó a dar clases:
El lunes comenzaron las cátedras populares gratuitas de San Isidro que el día anterior fueron declaradas abiertas por el señor rector de la Universidad central. En dicho día explicarán sus primeras lecciones los Sres. Chamorro, D. Fernando Lozano y D. José Luis Giner.
Alternó estas clases con otras remuneradas que impartía con otros jóvenes como Urbano González Serrano en la Academia de la  calle de la Luna 18. Ya estaba casado con Rafaela Rey Pontes (fallecida el 5 de diciembre de 1901), y el 4 de mayo de 1870 nació su hija Rafaela Lozano Rey. Ejercía como oficial de la administración militar vinculado a la Academia de Administración Militar y ya catedrático popular y profesor de una academia privada, decidió también estudiar Filosofía y Letras en la Universidad Central (1869-1871) y Derecho (1870-1871), licenciándose en la primera. Traicionada la República por los monárquicos que trajeron a Amadeo I, Fernando Lozano fue uno de los militares que se negó a jurar fidelidad al rey, por lo que solicitó su licencia absoluta.
En 1871 fue uno de los quinientos suscritos a las Obras Completas de Platón traducidas por Patricio de Azcárate. Subsistió dando clases de Derecho y como profesor auxiliar de la cátedra de Literatura de la Universidad de Madrid, cargo en el que lo sustituyó más tarde José Canalejas y Méndez. Depuesto Amadeo I reanudó su carrera en la Administración Militar como profesor del Cuerpo de Intendencia y fue comisionado en Viena (1873) por el Ministerio de la Guerra de la I República Española. Se trasladó por real decreto de 1º de mayo de 1875 la Academia del Cuerpo Administrativo del Ejército a la ciudad de Ávila al Palacio de Polentinos y Lozano pronunció el discurso inaugural y fue nombrado bibliotecario de la misma, mientras seguía dirigiendo una academia Preparatoria para el ingreso en administración militar (1879-1882).
Bajo el pseudónimo Demófilo ingresó en la masonería antes de 1883 y empezó a publicar artículos republicanos, anticlericales y ateos. En 1883, siendo capitán del Ejército, fundó con Ramón Chíes el semanario Las Dominicales del Libre Pensamiento (1883-1909). En 1885 forma junto con Chíes y Francisco Pi y Margall el trío de albaceas que Felipe Nieto Benito, militar republicano federal nacido en Guadalajara, dispuso para crear la Escuela Laica de Guadalajara, que sería abierta en 1902 bajo la tutela de Fernando Lozano, pionera en su género en España y que mantuvo vínculos con la Escuela Moderna de Francisco Ferrer y Guardia en Barcelona. Todas estas actividades le hicieron abandonar la carrera militar y dedicarse por entero al periodismo.

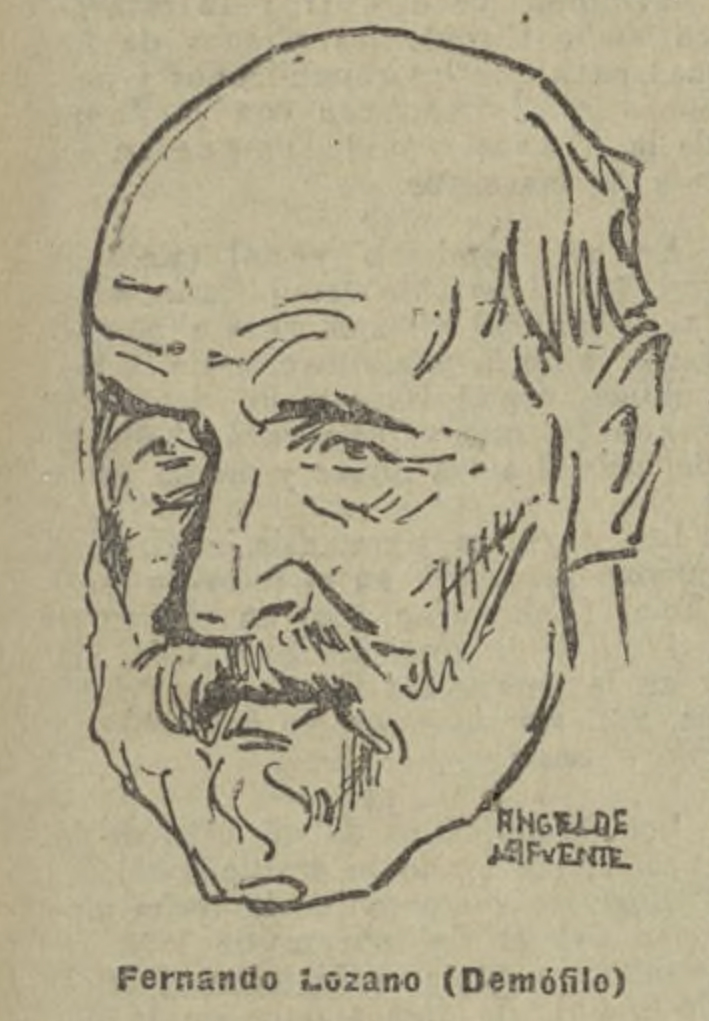
Retrato de Demófilo (El Liberal, 9 de febrero de 1928)

En 1889 su hija Rafaela Lozano Rey (1870-1941) se casó con el científico y colaborador de Las Dominicales Odón de Buen y del Cos (Zuera, 1863 - México, 1945), catedrático de Historia Natural de la Universidad de Barcelona, con quien tuvo seis hijos varones (Demófilo, jurista civil; Rafael, oceanógrafo; Sadí, médico parasitólogo; Fernando, oceanógrafo; Eliseo, médico epidemiólogo y Víctor, ingeniero industrial). En 1890 publicó Federalismo y radicalismo. En 1892, el año de cuarto centenario del Descubrimiento, los librepensadores Demófilo y Chíes lograron organizar en Madrid un magno Congreso Universal de Libre-Pensadores. Fallecido Ramón Chíes en 1893, Demófilo mantuvo Las Dominicales quince años más, hasta 1909. Estuvo presente en varios Congresos Universales de Librepensamiento: Roma 1904, París 1905, Buenos Aires 1906, a los cuales lleva representaciones de varias logias y Capítulos además de la de su propia obediencia, el Grande Oriente Ibérico.
Fue presidente de Unión Republicana y trabajó para el advenimiento de la Primera República. Escribió un Compendio de Hacienda pública que sirvió de texto a los alumnos de la Academia de Intendencia. Demófilo, que tenía casa en la calle de Velázquez, falleció en la localidad segoviana de San Rafael el 27 de septiembre de 1935.

## Obras
- 1875 Compendio de Hacienda Pública, C. Moliner, Madrid. Tercera edición: Imprenta del Patronato de Huérfanos de Administración Militar, Madrid 1909.
- Discurso leído por Fernando Lozano Montes con motivo de la instalación de la Academia del Cuerpo Administrativo del Ejército en Ávila, Imprenta de Manuel Tello, Madrid 1875, 18 págs.
- 1878 Transformación de la Administración militar en nuestro tiempo, A. Bacaycoa, Madrid 1878.
- Fundamentos de la enseñanza militar, A. Bacaycoa, Madrid 1878.
- 1879 La cuestión de la Academia General Militar, Enrique Rubiños, Madrid 1879.
- 1883 Artículos religiosos y morales, publicados en Las Dominicales del Libre Pensamiento y otros periódicos, Imprenta de Enrique Rubiños, Madrid 1883.
- 1885 Batallas del libre-pensamiento, por Demófilo. Segunda colección de artículos publicados en Las Dominicales bajo este pseudónimo, Colección Biblioteca del libre-pensamiento n.º 3, Tipografía de Alfredo Alonso, Madrid 1885.
- 1887 Poseídos del demonio, por Demófilo, Ramón Angulo, Madrid 1887.
- 1890 Federalismo y radicalismo, por Demófilo, Imprenta de Enrique Jaramillo y Cia, Madrid 1890.
- 1895 Nuevos evangelios. ¿Qué es el libre pensamiento?, por Demófilo, Imprenta de El Correo Militar, Madrid 1895.
- 1903 Carta a la Republicana de Badajoz, por Demófilo, Imprenta de J. Lastre, Madrid 1903.
- 1905 Cartilla pacifista, por Demófilo, Imprenta de Eustaquio Raso, Madrid 1905.
- 1910 Obsequio a las Escuelas Laicas de los libre-pensadores de Iquitos (Perú), Imprenta de Eustaquio Raso, Madrid 1910.
- 1916 Por los Aliados. No se puede ser liberal y ser germanófilo. Artículos publicados en El País, de Madrid, con algunos más no publicados, Imprenta Española, Madrid 1916. Traducido al portugués como Pelos Aliados. Näo se pode ser liberal e ser germanófilo. Com una carta do autor para a ediçäo portuguesa. Traduçäo de Carlos Trilho, Guimaräes, Lisboa 1916.
- La raíz de la guerra y el fundamento de la paz definitiva, Imprenta Española, Madrid 1916.
- 1918 Habrá Estados Unidos de la Humanidad. Habrá paz eterna, por Fernando Lozano, Monclus edit, Tortosa 1918?.
- Por el matrimonio civil, Casa Editorial Monlliu, Tortosa 1918.

- Datos: Q5859800
- Multimedia: Fernando Lozano Montes / Q5859800
- Citas célebres: Demófilo (periodista)